# U 14 (U-Boot, 1912)
U 14 war ein U-Boot der deutschen Kaiserlichen Marine.

## Bau und Indienststellung
Das Boot war ein sogenanntes Zweihüllenboot, das als Hochseeboot in einem Amtsentwurf konzipiert wurde. Es wurde am 23. Februar 1909 in Auftrag gegeben und in der Kaiserlichen Werft Danzig am 11. Juli 1911 auf Kiel gelegt. Die Auslieferung erfolgte am 24. April 1912 und U 14  wurde am 25. April 1912 unter dem Kommando von Oberleutnant zur See Walther Schwieger in Dienst gestellt.

## Technik
Das U-Boot war 57,88 m lang, 6 m breit und hatte einen Tiefgang von 3,44 m sowie eine Verdrängung von 516 Tonnen über und 644 Tonnen unter Wasser. Die Besatzung bestand aus 29 Mann, wovon vier Offiziere waren. Die Maschinen für die Überwasserfahrt waren zwei Sechs- und Achtzylinder-Zweitakt Petroleummotoren von Körting mit 882 kW (1200 PS). Zur Unterwasserfahrt kamen zwei Elektromotoren von SSW mit 860 kW (1.160 PS) zum Einsatz. Damit waren Geschwindigkeiten von 14,8 kn (über Wasser) bzw. 10,7 kn (unter Wasser) möglich. Ihr Aktionsradius betrug bis zu 4.000 NM bei Überwasserfahrt. Bei getauchter Fahrt mit 5 kn wurden 90 NM erreicht bei einer maximalen Tauchtiefe von 50 Meter. Die Bewaffnung bestand aus sechs mitgeführten Torpedos welche über zwei Bug- und zwei Heckrohre verschossen werden konnten sowie ein 5-cm-Geschütz.

## Einsatz und Verbleib
Das U-Boot führte insgesamt neun Feindfahrten aus, hatte dabei aber keine Versenkungen zu verzeichnen.
Andere Quellen geben an das bis Ende Mai 1915 U 14 keine unmittelbaren Kampfeinsätze hatte. Auf seiner ersten Feindfahrt versenkte U 14 am 2. Juni 1915 auf der Position 56° 27′ N, 2° 0′ O den mit Kohle beladenen dänischen Frachter Cyrus mit 1.669 BRT. Einen Tag später wurde der schwedische Frachter Lappland (2.238 BRT) auf der Position 57° 8′ N, 0° 12′ O versenkt, der mit einer Ladung Eisenerz auf dem Weg von Narvik nach Middlesbrough war.
Am 5. Juni 1915 begegnete U 14 dem bewaffneten britischen Fischdampfer Oceanic II vor der schottischen Küste bei Peterhead, östlich von Aberdeen. U 14 gab einen Warnschuss ab, worauf die Oceanic II sofort das Feuer eröffnete. Nachdem Kommandant Hammerle erkannt hatte, dass U 14 dem gegnerischen Schiff waffentechnisch unterlegen war, befahl er umgehend zu tauchen. Durch ein beschädigtes Flutventil sank nur das Bootsheck, während der Bug oberhalb der Wasserlinie blieb. Inzwischen waren weitere bewaffnete Trawler eingetroffen und nahmen aus kurzer Distanz den an der Oberfläche befindlichen Bug unter Beschuss. Hammerle ließ das Boot komplett auftauchen. Nach einem Rammstoß des Trawlers Hawk gab er den Befehl zum Verlassen des sinkenden U-Bootes. U 14 sank auf der Position 57° 10′ N, 1° 10′ O. 27 Mann der Besatzung wurden von den britischen Schiffen gerettet; lediglich der Kommandant kam ums Leben.

## Kommandanten
| Dienstgrad           | Name              | von               | bis               |
| -------------------- | ----------------- | ----------------- | ----------------- |
| Oberleutnant zur See | Walther Schwieger | 25. April 1912    | 1. August 1914    |
| Kapitänleutnant      | Walther Schwieger | 1. August 1914    | 15. Dezember 1914 |
| Oberleutnant zur See | Otto Dröscher     | 17. Dezember 1914 | 15. April 1915    |
| Oberleutnant zur See | Max Hammerle      | 16. April 1915    | 5. Juni 1915 (†)  |